# Brest (Lanišće)
Brest je naselje kraj Buzeta u sastavu općine Lanišća na zapadu Hrvatske. Nalazi se na rubu zaravni u kršu, podno planine Žbevnice, na 693 m nadmorske visine, nedaleko od hrvatsko-slovenske granice. Kroz Brest prolazi regionalna cesta Buzet–Vodice. Stanovnici se bave poljodjelstvom, a u prošlosti je važno bilo stočarstvo i mljekarstvo te proizvodnja drvenog ugljena (krbunice).
Proizvodi su se prodavali na tržnicama u Trstu i većim gradovima. Povijesni razvoj Bresta sličan je razvoju ostalih obližnjih naselja. U srednjem vijeku pripadao je Akvilejskoj crkvi, poslije grofovima Goričkim, te u posjedu Mlečana u okviru rašporskoga područja. Župna crkva Presvetoga Trojstva izgrađena je 1878. vjerojatno na mjestu starije (iz XIV.st.).

## Stanovništvo
Prema popisu stanovništva iz 2001. godine, naselje je imalo 48 stanovnika te 16 obiteljskih kućanstava.
| broj stanovnika | 263   | 285   | 273   | 290   | 289   | 262   |       | 264   | 184   | 186   | 112   | 65    | 47    | 69    | 48    | 39    | 31    |
|                 | 1857. | 1869. | 1880. | 1890. | 1900. | 1910. | 1921. | 1931. | 1948. | 1953. | 1961. | 1971. | 1981. | 1991. | 2001. | 2011. | 2021. |

## Znamenosti i spomenici
- Brest ima najmanji zvonik na cijelom poluotoku Istri. Samu crkvu sv. Trojstva izgradili su Austrijanci 1878. godine u zamjenu za pravo korištenja vode sa seoskog izvora. Ugovor nije predvidio gradnju zvonika pa je zvonik, visok nekoliko metara, izgrađen naknadno. Sredstva za zvonik skupli su stanovnici Bresta.